# Tairnbach

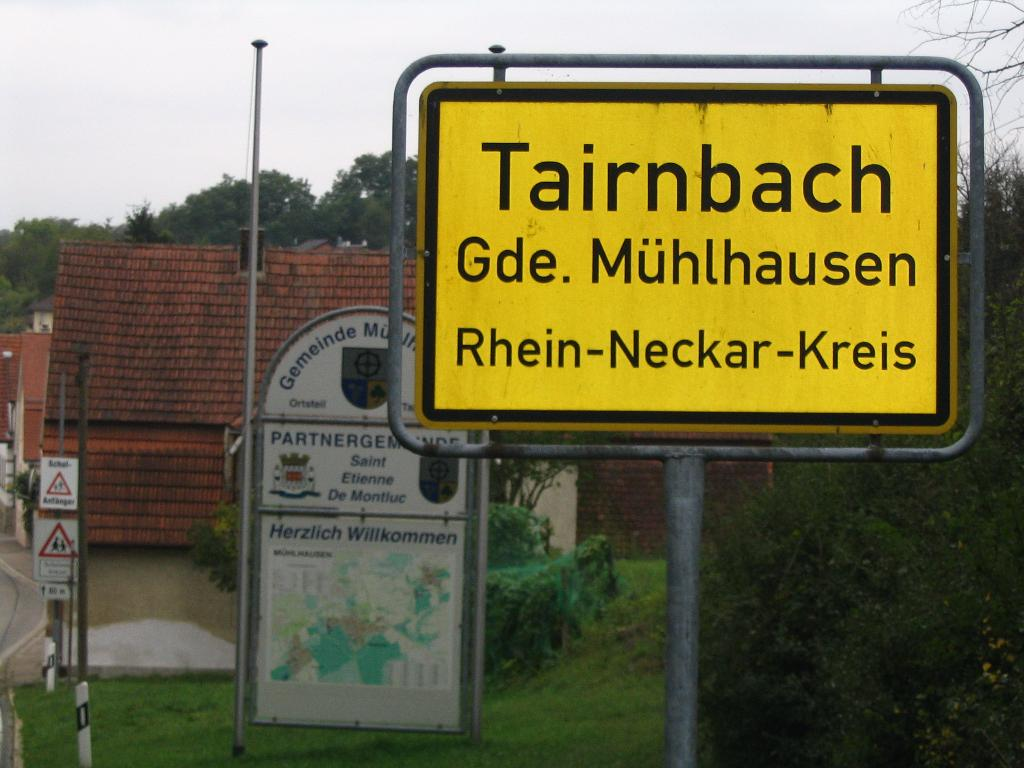
Ortsschild von Tairnbach

Tairnbach (im Dialekt auch Dambach genannt) ist ein Ortsteil der Gemeinde Mühlhausen in Baden-Württemberg. Der einst im Adelsbesitz befindliche Ort im Kraichgauer Hügelland hat ca. 1240 Einwohner und war bis zur Eingemeindung nach Mühlhausen im Zuge der Gemeindereform 1975 eine selbständige Gemeinde.

## Geographie
Die Gemarkung von Tairnbach liegt auf den Keuperrücken des westlichen Kraichgaus und in den vom fast gleichnamigen Gewässer und seinen Nebenbächen gebildeten Einschnitten in einem Seitental des Waldangelbachs. Mehrere Quellen in der Umgebung versorgten den Ort bis zum Anschluss an einen zentralen Wasserversorgungsverband im Jahr 1970 mit Wasser von guter Qualität. Die steilen Geländehänge sind überwiegend bewaldet, die Talsohle unterhalb des Ortes wird als Grünland benutzt. Nachbarorte sind Mühlhausen, Dielheim, Balzfeld und Eschelbach. Der in Tairnbach gesprochene Dialekt ist eine Mischung aus Kurpfälzer und Kraichgauer Mundart und hat eine Färbung, die sich von den Dialekten der Nachbargemeinden zum Teil deutlich unterscheidet. Der Dorfbach, heute Tairnbächle genannt, war wohl der Namensgeber für die Siedlung. Der vordere Namensbestandteil tairn ist die keltische Bezeichnung für See bzw. Gewässer. Sie überdauerte die Jahrhunderte der Römerzeit und der Völkerwanderung, Der hintere Namensteil bach / bächle dürfte erst in der fränkischen Zeit angefügt worden sein.

## Geschichte

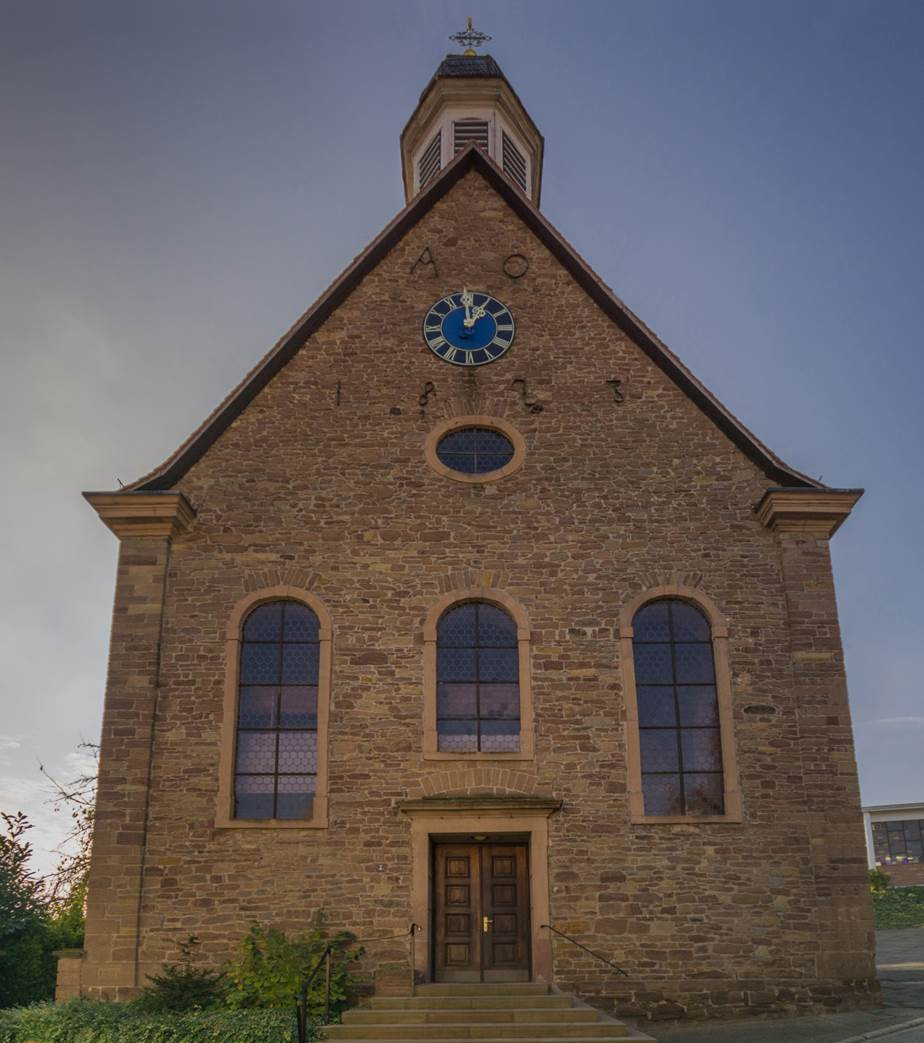
Evangelische Kirche in Tairnbach

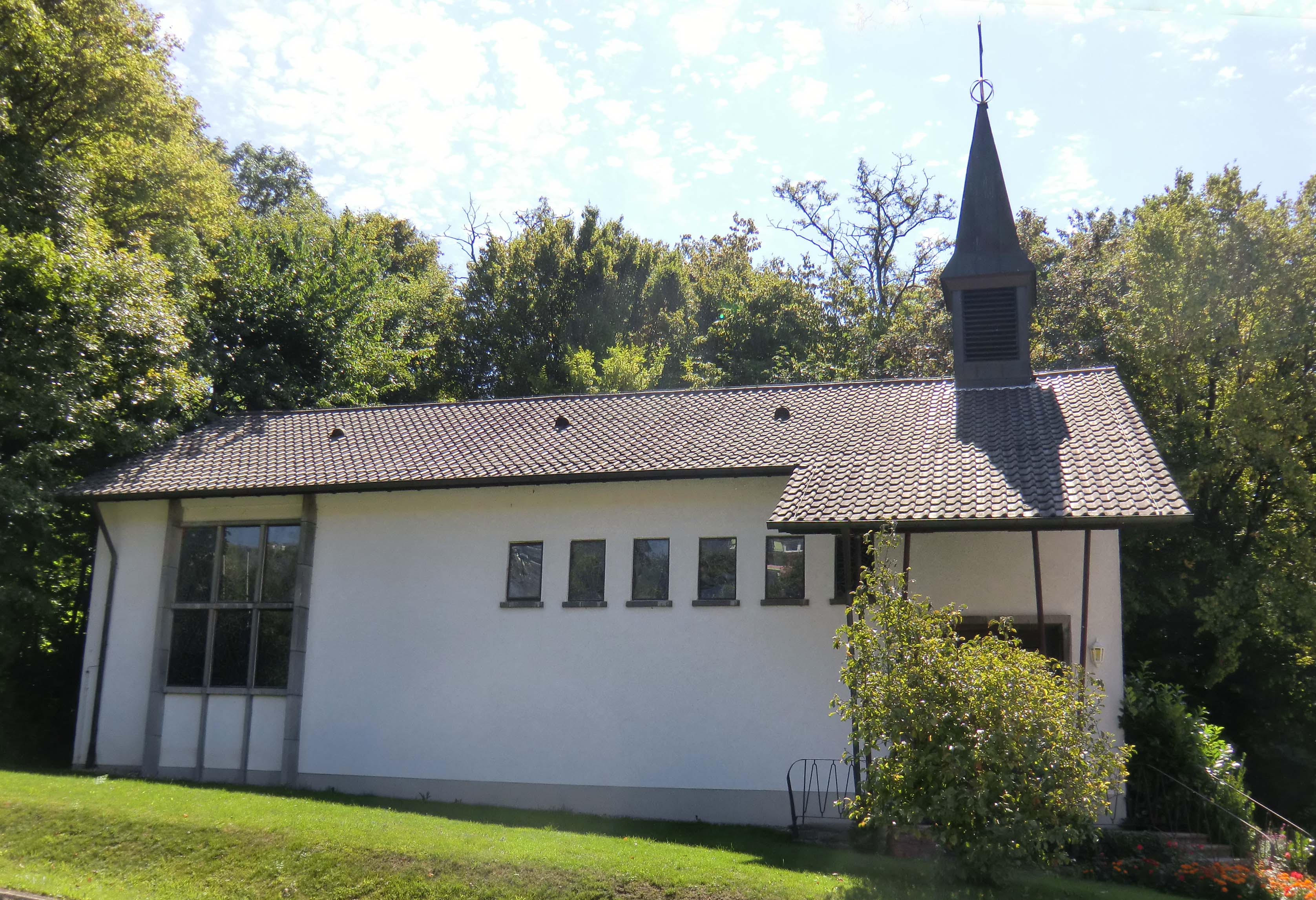
Katholische Kapelle in Tairnbach

Der Ort wird um 1300 erstmals als „Deiernbach“ dokumentiert und gehörte von vor 1411 bis 1632 den Herren von Hirschhorn, danach deren Erben, den von Sternenfels. Durch Heirat kam das zum Ritterkanton Odenwald zählende Dorf an die Schertel von Burtenbach. Die im 17. Jahrhundert aus Frankreich eingewanderten, an der hessischen Bergstraße begüterten Freiherren d´Outrepont erwarben den Ort 1735 und errichteten 1736, nachdem sie ihren Namen in Ueberbruck von Rodenstein eingedeutscht hatten, das Tairnbacher Schloss mit Wohnturm anstelle eines Herrenhauses aus der Hirschhornzeit. Der Ort zählte zum Ritterkanton Odenwald.
Die Ueberbruck erwarben 1740 auch den nahe dem Ort liegenden Sternweilerhof, der als klösterlicher Besitz (eine sogen. Grangie) schon im 14. Jahrhundert bestand und vom Kloster Schönau bzw. vom Bistum Speyer zumeist an die jeweiligen Tairnbacher Grundherren verpachtet war. Sternweilerhof hatte zunächst eine eigene Gemarkung, allerdings wurde der Hof aufgegeben und ein Teil seiner landwirtschaftlichen Fläche aufgeforstet. Durch Gesetz der Badischen Regierung vom 25. Juni 1896 wurde der Sternweilerhof zum 1. Januar 1897 in die Gemarkung Tairnbach integriert. Heute erinnert nur die nach der Eingemeindung in Sternweiler Straße umbenannte Hauptstraße noch an diesen Teil der Tairnbacher Geschichte. Ein Hirschhorn- und ein Schertelbrunnen sowie ein Rodensteiner Weg halten ebenfalls mit ihren Namen das Gedächtnis an vergangene Zeiten wach.
1805 kam Tairnbach unter badische Landeshoheit, war aber zunächst weiterhin dem Odenwälder Kreis unterstellt, ab 1810 dem Amt Eichtersheim. Bei der Auflösung der grundherrlichen Verhältnisse 1813 kam Tairnbach zum Amt Wiesloch. 1897 kam Steinweilerhof zu Tairnbach. 1938 wurde Tairnbach dem Landkreis Heidelberg zugeordnet. Am 1. Januar 1975 wurde das Dorf nach Mühlhausen eingemeindet. Die Gesamtgemeinde gehört heute zum Rhein-Neckar-Kreis.
Traditionell wurde bis zur Mitte des 20. Jahrhunderts in Tairnbach Tabak angepflanzt und viele Menschen aus dem Ort fanden Arbeit in ortsansässigen Tabakfabriken. Seit 1946 gibt es die Majolikafabrik in der Eichtersheimer Straße.
Der frühere evangelische Pfarrer der Gemeinde, Gerhard Höflin, hat sehr viel über die Geschichte des Ortes aus verschiedenen Archiven zusammengetragen und veröffentlicht. Unter anderem erforschte er die fast vergessene Geschichte der Tairnbacher Juden, die bis zum Ende des 19. Jahrhunderts eine Gemeinde mit Synagoge im Ort hatten.
Die weiterführende Erforschung der Tairnbacher Geschichte wird seit einem Jahr von dem Verein „Heimatfreunde Tairnbach“ fortgeführt und in wöchentlichen Beiträgen in der Gemeinderundschau veröffentlicht.

## Ehemaliges Gemeindewappen
Die Blasonierung des Wappens lautet: In Blau eine mit roten Edelsteinen besetzte goldene Blätterkrone, aus der nach unten eine von zwei achtstrahligen goldenen Sternen beseitete silberne Traube mit zwei silbernen Blättern herauswächst. Es wurde 1901 vom Generallandesarchiv verliehen und geht in der Darstellung zurück auf eine Abbildung eines Steuerbuchs von „Darm-Bach“ aus dem Jahr 1724.

## Sehenswürdigkeiten
Im Zentrum von Tairnbach befindet sich das Tairnbacher Schloss. Schon früh gab es ein Herrenhaus. Dieses wurde 1736 beim Bau des Schlosses abgerissen. Die Erbauer des Schlosses waren die aus Frankreich eingewanderten Freiherren d´Outrepont welche, wie bereits weiter oben erwähnt, ihren Namen in Ueberbruck von Rodenstein eindeutschten. 1905 wurden Schloss und Gemarkung Sternweiler Hof von der Witwe des letzten Stammhalters für 170.000 Goldmark an die Gemeinde verkauft. Ein Brand zerstörte im Jahre 1928 das Schloss bis auf die Außenmauern sowie alle Nebengebäude. Das Gebäude wurde danach teilweise neu errichtet. Das Schloss diente bis 1975 als Rathaus. 2011 wurde das Schloss renoviert und umgestaltet. Nun beherbergt es Vereinsräume und einen Bürgersaal.
Gegenüber dem Schloss, auf einem Hügel, befindet sich die evangelische Kirche. Beträchtliche Teile ihrer Bausubstanz, mit Ausnahme der Außenmauern, deren Steine in einem Tairnbacher Steinbruch geschlagen wurden und die gesamte Innenausstattung stammen von einem Wieslocher Gotteshaus. Die dortige ehemals lutherische Kirche, die 1746 / 47 erbaut wurde, war durch die Vereinigung der reformierten und lutherischen Kirchen im Jahr 1821 (Badische Kirchenunion) überflüssig geworden. In Tairnbach bestand zuvor eine schon 1496 erwähnte mittelalterliche Kapelle.
Der im 16. Jahrhundert reformierte Ort erhielt mit den Ueberbruck von Rodenstein im 18. Jahrhundert wieder katholische Grundherren, die 1737 am Schloss eine katholische Kapelle errichteten. Diese Kapelle wurde nach dem Schlossbrand abgerissen. 1956 wurde für die durch die Heimatvertriebenen angewachsene katholische Gemeinde die heutige katholische Kirche erbaut. Der Hirschhornbrunnen in der Eschelbacher Straße und der Schertelbrunnen an der Straße Am Eichelberg wurden 1994 errichtet.
Der Hohlenpfad Mühlhausen-Tairnbach: Hohlwege sind seltene und besonders geschützte Lebensräume. Sie beherbergen eine große Vielfalt an Tieren und Pflanzen der Kulturlandschaft. In Baden-Württemberg findet man sie vor allem im Kraichgau und am Kaiserstuhl.